# Cantonul Saint-Amans
Cantonul Saint-Amans este un canton din arondismentul Mende, departamentul Lozère, regiunea Languedoc-Roussillon, Franța.

## Comune
- Estables
- Lachamp
- Les Laubies
- Ribennes
- Rieutort-de-Randon
- Saint-Amans (reședință)
- Saint-Denis-en-Margeride
- Saint-Gal
- Servières
- La Villedieu